# Кубок Шпенглера
Кубок Шпенглера (нім. Spengler Cup) — найстаріший міжнародний хокейний турнір у світі. Проводиться в швейцарському місті Давос з 1923 року. Трофей названо на честь засновника змагання Карла Шпенглера. Відбувається щорічно в святкові дні між Різдвом і Новим Роком.

## Історія

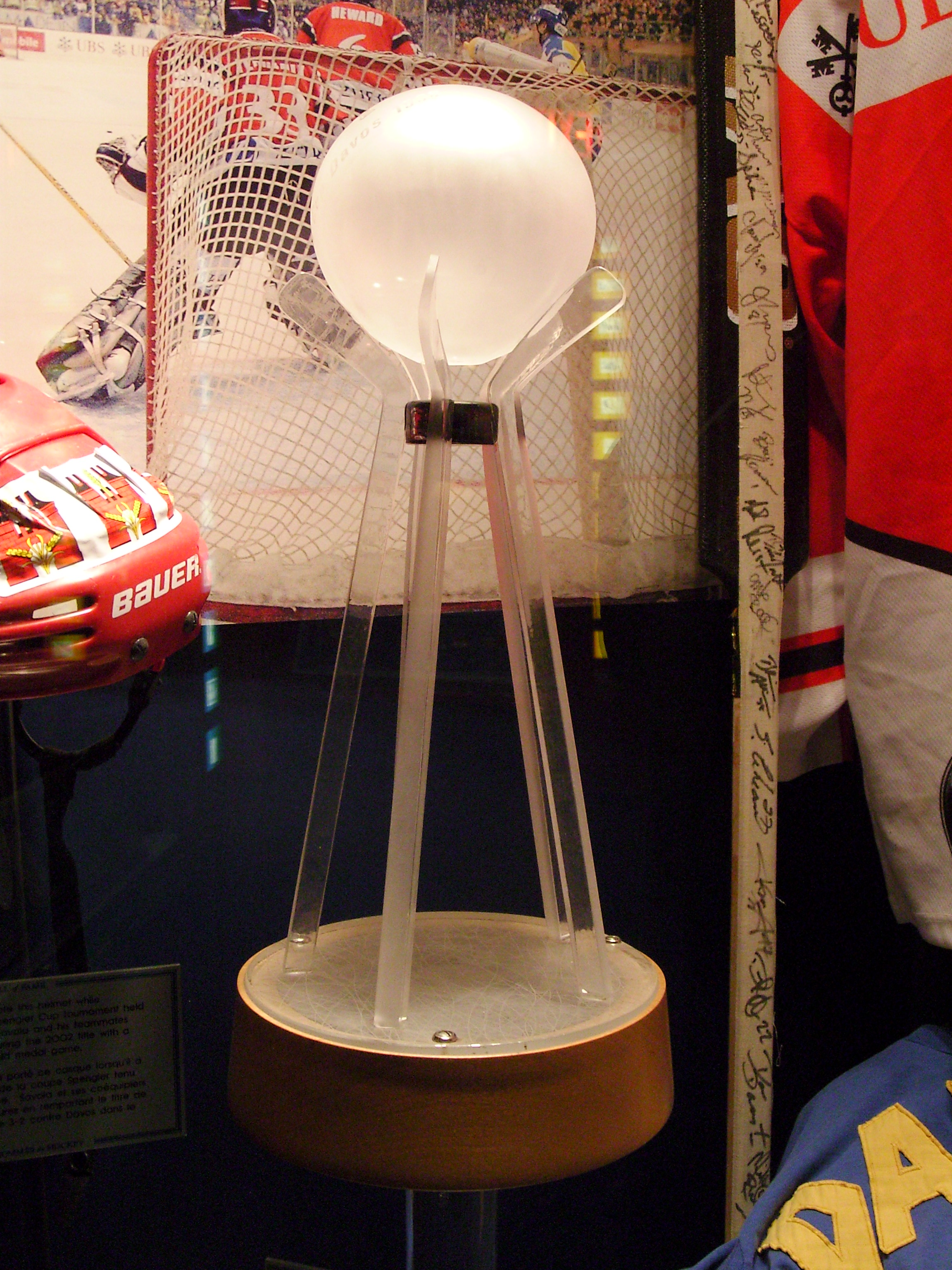
Кубок Шпенглера в Залі слави хокею в Торонто.

Перший Кубок розіграно 1923 року. Переможцем тоді стала хокейна команда Оксфордського університету, за яку виступали в переважній більшості канадські студенти, одним з яких був майбутній Прем'єр-міністр Канади Лестер Пірсон.
З 1956 року трофей набув сучасного вигляду (фото праворуч).
До 1978 року змагання відбувалися просто неба, але надалі всі матчі турніру почали проходити лише в закритих приміщеннях. Передовсім на «Айсштадіон Давос», що є домашньою ареною місцевої команди.
Оскільки всі матчі відбуваються в Давосі, незмінним учасником змагань є команда-господар. Окрім господарів та європейських колективів, у різні часи в турнірі брали участь збірні Польщі, США, Японії та інші. З 1984 року постійним учасником турніру також є збірна команда Канади, яку представляють хокеїсти, що виступають в європейських чемпіонатах.
29 вересня 2020 року організатори оголосили про скасування турніру через пандемію COVID-19, як і наступний 2021 року. Таким чином, вдруге поспіль з 1956 року, турнір не відбувся. Це шосте скасування турніру за всю історію (1939, 1940, 1949 і 1956).
У 2023 році турнір відзначив 100 років від моменту заснування.
Найчастіше володарями трофею ставали канадці та господарі турніру, які здобували головний приз по 16 разів.
У прямому ефірі Кубок Шпенглера транслюють в п'яти країнах. Від 150 до 200 представників засобів масової інформації, акредитовані на турнірі. За шість ігрових днів понад 60 000 глядачів переглядають матчі на стадіоні.

## Спонсори

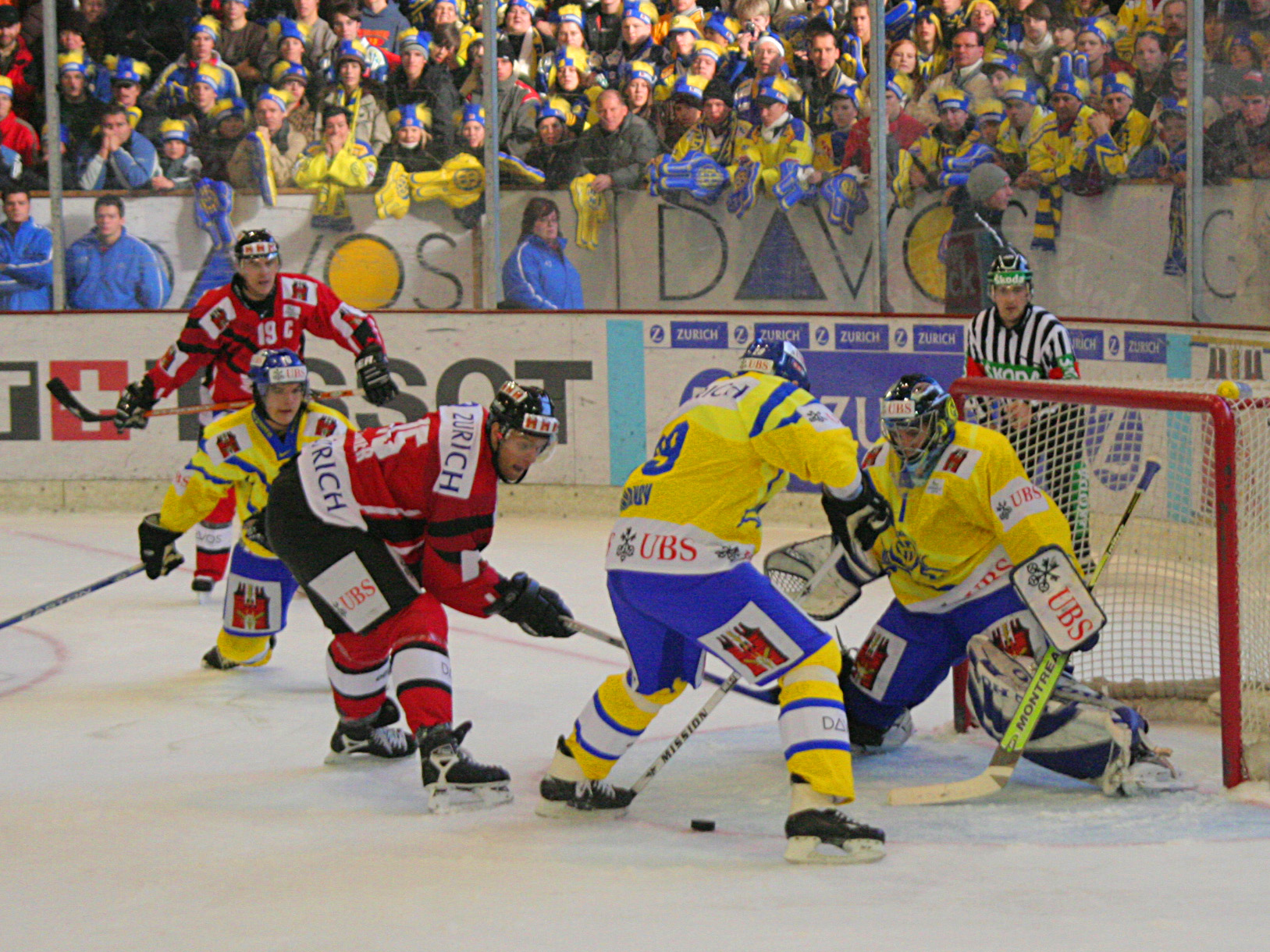
Матч між клубом «Давос» та збірною Канади у 2006 році.

Кубок Шпенглера є другим за величиною спортивним змаганням у Швейцарії після тенісного турніру в Базелі, який входить до серії світових турнірів ATP 500. У 2016 році бюджет турніру склав 11 мільйонів швейцарських франків. Близько 40% загальної суми турнірного бюджету надходить від корпоративних спонсорів. З 1985 року UBS є головним спонсором та партнером Кубка Шпенглера. Інші основні спонсори — Würth, Schenker Storen, Škoda, Siemens і пивна компанія Calanda.

## Регламент змагань

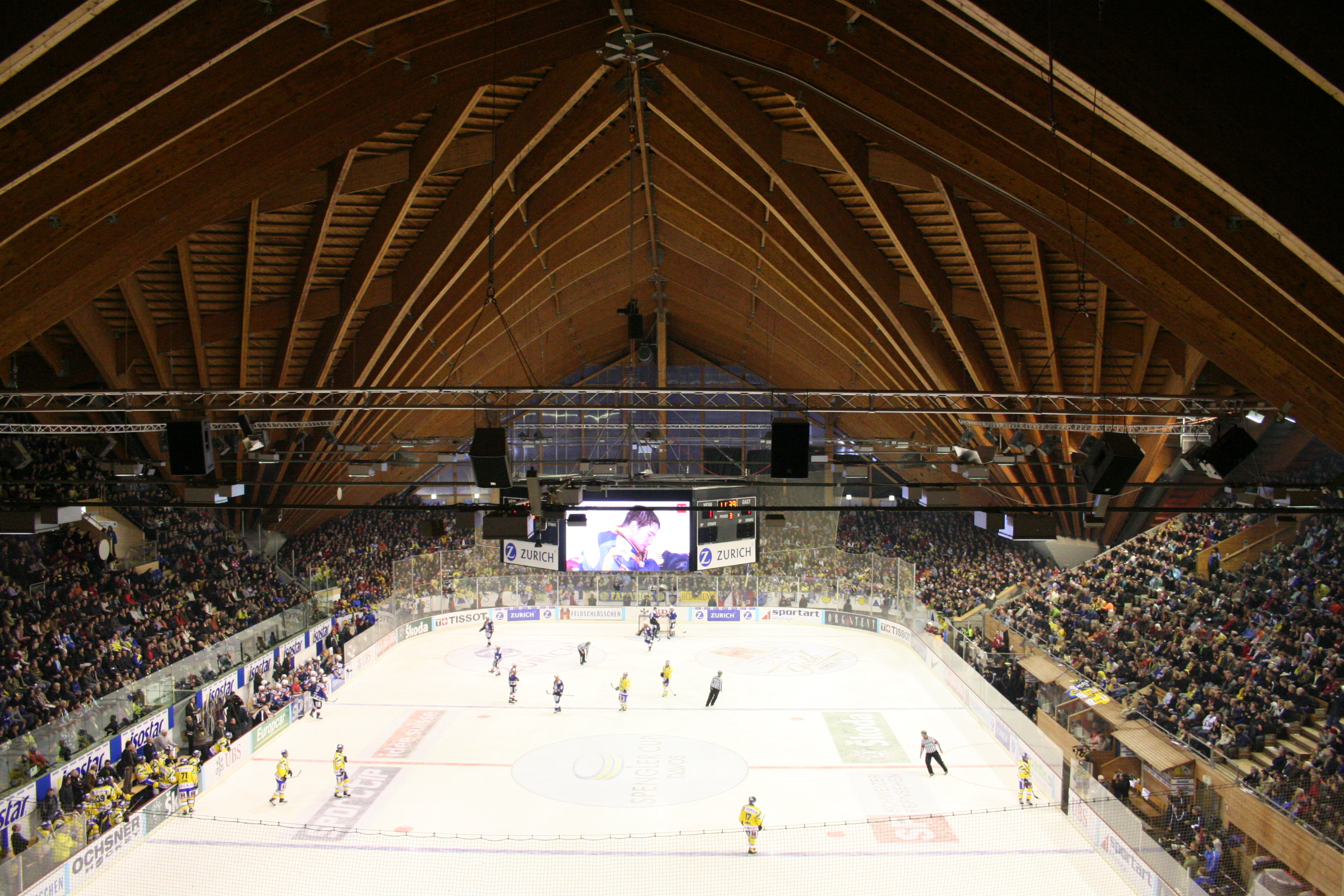
Вайлент Арена 2006.

У кубку Шпенглера беруть участь шість хокейних команд (з 2010 року) у двох групах, з них два учасники є постійними: господарі змагань ХК «Давос» та збірна команда Канади. Ще чотирьох учасників запрошують організатори змагань.
У групах команди грають турнір за круговою системою: кожна з кожною. За перемогу в основний час нараховується три очки; команда, що програла, очок не отримує. Якщо ж основний час гри завершився нічиєю, командам зараховується по одному очку, а та з команд, що одержала перемогу в овертаймі або в серії післяматчевих штрафних кидків, отримує друге очко.
За регламентом змагань переможці груп виходять безпосередньо до півфіналу, а команди які зайняли 2-3 місця починають боротьбу з 1/4 фіналу.
Переможець фіналу отримує кубок Шпенглера.

## Переможці
| №  | Рік  | Переможець                                   | Фіналіст/2 місце                          |
| -- | ---- | -------------------------------------------- | ----------------------------------------- |
| 1  | 1923 | Команда Оксфордського університету           | СК Берлін                                 |
| 2  | 1924 | СК Берлін                                    | Давос                                     |
| 3  | 1925 | Команда Оксфордського університету           | Давос                                     |
| 4  | 1926 | СК Берлін                                    | Давос                                     |
| 5  | 1927 | Давос                                        | СК Берлін                                 |
| 6  | 1928 | СК Берлін                                    | Команда Кембриджського університету       |
| 7  | 1929 | ЛТЦ Прага                                    | Давос                                     |
| 8  | 1930 | ЛТЦ Прага                                    | Давос                                     |
| 9  | 1931 | Команда Оксфордського університету           | СК Берлін                                 |
| 10 | 1932 | ЛТЦ Прага Команда Оксфордського університету |                                           |
| 11 | 1933 | Давос                                        | Рапід Париж                               |
| 12 | 1934 | Дияволи Россонері Мілан                      | Команда Оксфордського університету        |
| 13 | 1935 | Дияволи Россонері Мілан                      | Давос                                     |
| 14 | 1936 | Давос                                        | ЛТЦ Прага                                 |
| 15 | 1937 | ЛТЦ Прага                                    | Давос                                     |
| 16 | 1938 | Давос                                        | ЛТЦ Прага                                 |
|    | 1939 |                                              |                                           |
|    | 1940 |                                              |                                           |
| 17 | 1941 | Давос                                        | СК Берлін                                 |
| 18 | 1942 | Давос                                        | Цюрих СК                                  |
| 19 | 1943 | Давос                                        | Цюрих СК                                  |
| 20 | 1944 | Цюрих СК                                     | Давос                                     |
| 21 | 1945 | Цюрих СК                                     | Давос                                     |
| 22 | 1946 | ЛТЦ Прага                                    | Давос                                     |
| 23 | 1947 | ЛТЦ Прага                                    | Давос                                     |
| 24 | 1948 | ЛТЦ Прага                                    | Давос                                     |
|    | 1949 |                                              |                                           |
| 25 | 1950 | Дияволи Россонері Мілан                      | AIK Стокгольм                             |
| 26 | 1951 | Давос                                        | Крефельд                                  |
| 27 | 1952 | ХК Фюссен                                    | Цюрих СК                                  |
| 28 | 1953 | Інтер Мілан                                  | Давос                                     |
| 29 | 1954 | Інтер Мілан                                  | Фюссен                                    |
| 30 | 1955 | Руда Гвезда Брно                             | Давос                                     |
|    | 1956 |                                              |                                           |
| 31 | 1957 | Давос                                        | Руда Гвезда Брно                          |
| 32 | 1958 | Давос                                        | Дияволи Мілана                            |
| 33 | 1959 | АКББ Париж                                   | Фюссен                                    |
| 34 | 1960 | АКББ Париж                                   | Давос                                     |
| 35 | 1961 | АКББ Париж                                   | Фюссен                                    |
| 36 | 1962 | Спарта Прага                                 | Фюссен                                    |
| 37 | 1963 | Спарта Прага                                 | Клагенфурт АК                             |
| 38 | 1964 | ЄВ Фюссен                                    | МоДо                                      |
| 39 | 1965 | Дукла Їглава                                 | Вестерос ІК                               |
| 40 | 1966 | Дукла Їглава                                 | КП Льєж                                   |
| 41 | 1967 | Локомотив Москва                             | Аси Кінгстона                             |
| 42 | 1968 | Дукла Їглава                                 | Регле БК                                  |
| 43 | 1969 | Локомотив Москва                             | Дукла Їглава                              |
| 44 | 1970 | СКА Ленінград                                | Дукла Їглава                              |
| 45 | 1971 | СКА Ленінград                                | Слован Братислава                         |
| 46 | 1972 | Слован Братислава                            | Торпедо Горький                           |
| 47 | 1973 | Слован Братислава                            | Трактор Челябінськ                        |
| 48 | 1974 | Слован Братислава                            | Збірна Польща                             |
| 49 | 1975 | Чехословаччина-2                             | Збірна Фінляндії-2                        |
| 50 | 1976 | Збірна СРСР-2                                | Збірна Чехословаччина-2                   |
| 51 | 1977 | СКА Ленінград                                | Дукла Їглава                              |
| 52 | 1978 | Дукла Їглава                                 | AIK Стокгольм                             |
| 53 | 1979 | Крила Рад                                    | Дюссельдорф ЕГ                            |
| 54 | 1980 | Спартак Москва                               | Вітковіце                                 |
| 55 | 1981 | Спартак Москва                               | Давос                                     |
| 56 | 1982 | Дукла Їглава                                 | Спартак Москва                            |
| 57 | 1983 | Динамо Москва                                | Дукла Їглава                              |
| 58 | 1984 | Канада                                       | Дукла Їглава                              |
| 59 | 1985 | Спартак Москва                               | Канада                                    |
| 60 | 1986 | Канада                                       | Сокіл Київ                                |
| 61 | 1987 | Канада                                       | Крила Рад Москва                          |
| 62 | 1988 | США                                          | Канада                                    |
| 63 | 1989 | Спартак Москва                               | Фер'єстад                                 |
| 64 | 1990 | Спартак Москва                               | Канада                                    |
| 65 | 1991 | ЦСКА Москва                                  | Лугано                                    |
| 66 | 1992 | Канада                                       | Фер'єстад                                 |
| 67 | 1993 | Фер'єстад                                    | Давос                                     |
| 68 | 1994 | Фер'єстад                                    | Давос                                     |
| 69 | 1995 | Канада                                       | Лада Тольятті                             |
| 70 | 1996 | Канада                                       | Давос                                     |
| 71 | 1997 | Канада                                       | Фер'єстад                                 |
| 72 | 1998 | Канада                                       | Давос                                     |
| 73 | 1999 | Кельнер Гайє                                 | Металург Магнітогорськ                    |
| 74 | 2000 | Давос                                        | Канада                                    |
| 75 | 2001 | Давос                                        | Канада                                    |
| 76 | 2002 | Канада                                       | Давос                                     |
| 77 | 2003 | Канада                                       | Давос                                     |
| 78 | 2004 | Давос                                        | Спарта Прага                              |
| 79 | 2005 | Металург Магнітогорськ                       | Канада                                    |
| 80 | 2006 | Давос                                        | Канада                                    |
| 81 | 2007 | Канада                                       | Салават Юлаєв                             |
| 82 | 2008 | Динамо Москва                                | Канада                                    |
| 83 | 2009 | Динамо Мінськ                                | Давос                                     |
| 84 | 2010 | СКА Санкт-Петербург                          | Канада                                    |
| 85 | 2011 | Давос                                        | Динамо Рига                               |
| 86 | 2012 | Канада                                       | Давос                                     |
| 87 | 2013 | Серветт                                      | ЦСКА                                      |
| 88 | 2014 | Серветт                                      | Салават Юлаєв                             |
| 89 | 2015 | Канада                                       | Лугано                                    |
| 90 | 2016 | Канада                                       | Лугано                                    |
| 91 | 2017 | Канада                                       | Швейцарія                                 |
| 92 | 2018 | КалПа                                        | Канада                                    |
| 93 | 2019 | Канада                                       | Оцеларжи Тржинець                         |
|    | 2020 | Турніри скасовано через пандемію COVID-19    | Турніри скасовано через пандемію COVID-19 |
|    | 2021 | Турніри скасовано через пандемію COVID-19    | Турніри скасовано через пандемію COVID-19 |
| 94 | 2022 | Амбрі-Піотта                                 | Спарта Прага                              |
| 95 | 2023 | Давос                                        | Динамо Пардубиці                          |
| 96 | 2024 | Фрібур-Готтерон                              | Штраубінг Тайгерс                         |
| 97 | 2025 |                                              |                                           |

## Списки переможців

### Переможці за клубами
| Команда                            | К-ть перемог | К-ть 2 місць | Переможні роки                                                                                 | Участь у фіналі |
| ---------------------------------- | ------------ | ------------ | ---------------------------------------------------------------------------------------------- | --- |
| Давос                              | 16           | 25           | 1927, 1933, 1936, 1938, 1941, 1942, 1943, 1951, 1957, 1958, 2000, 2001, 2004, 2006, 2011, 2023 | 1924, 1925, 1926, 1929, 1930, 1935, 1937, 1944, 1945, 1946, 1947, 1948, 1953, 1955, 1960, 1969, 1981, 1993, 1994, 1996, 1998, 2002, 2003, 2009, 2012 |
| Збірна Канади                      | 16           | 10           | 1984, 1986, 1987, 1992, 1995, 1996, 1997, 1998, 2002, 2003, 2007, 2012, 2015, 2016, 2017, 2019 | 1985, 1988, 1990, 2000, 2001, 2005, 2006, 2008, 2010, 2018                                                                                           |
| ЛТЦ Прага                          | 7            | 2            | 1929, 1930, 1932, 1937, 1946, 1947, 1948                                                       | 1936, 1938 |
| Мілан                              | 5            | 1            | 1934, 1935, 1950, 1953, 1954                                                                   | 1958 |
| Дукла (Їглава)                     | 5            | 5            | 1965, 1966, 1968, 1978, 1982                                                                   | 1970, 1971, 1977, 1983, 1984 |
| Спартак (Москва)                   | 5            | 1            | 1980, 1981, 1985, 1989, 1990                                                                   | 1982 |
| Команда Оксфордського університету | 4            | 1            | 1923, 1925, 1931, 1932                                                                         | 1934 |
| СКА (Санкт-Петербург)              | 4            | 0            | 1970, 1971, 1977, 2010                                                                         | |
| СК Берлін                          | 3            | 4            | 1924, 1926, 1928                                                                               | 1923, 1927, 1931, 1941 |
| АКББ (Париж)                       | 3            | 0            | 1959, 1960, 1961                                                                               | – |
| Слован (Братислава)                | 3            | 0            | 1972, 1973, 1974                                                                               | – |
| Цюрих СК                           | 2            | 3            | 1944, 1945                                                                                     | 1942, 1943, 1952 |
| Фюссен                             | 2            | 4            | 1952, 1964                                                                                     | 1954, 1959, 1961, 1962 |
| Спарта (Прага)                     | 2            | 2            | 1962, 1963                                                                                     | 2004, 2022 |
| Локомотив (Москва)                 | 2            | 0            | 1967, 1969                                                                                     | – |
| Динамо (Москва)                    | 2            | 0            | 1983, 2008                                                                                     | – |
| Фер'єстад                          | 2            | 3            | 1993, 1994                                                                                     | 1989, 1992, 1997 |
| Серветт                            | 2            | 0            | 2013, 2014                                                                                     | – |
| Руда Гвезда (Брно)                 | 1            | 1            | 1955                                                                                           | 1957 |
| Чехословаччина-2                   | 1            | 0            | 1975                                                                                           | – |
| Збірна СРСР-2                      | 1            | 0            | 1976                                                                                           | – |
| Крила Рад                          | 1            | 1            | 1979                                                                                           | 1987 |
| США                                | 1            | 0            | 1988                                                                                           | – |
| ЦСКА (Москва)                      | 1            | 1            | 1991                                                                                           | 2013 |
| Кельнер Гайє                       | 1            | 0            | 1999                                                                                           | – |
| Металург (Магнітогорськ)           | 1            | 1            | 2005                                                                                           | 1999 |
| Динамо (Мінськ)                    | 1            | 0            | 2009                                                                                           | – |
| КалПа                              | 1            | 0            | 2018                                                                                           | – |
| Амбрі-Піотта                       | 1            | 0            | 2022                                                                                           | – |
| Фрібур-Готтерон                    | 1            | 0            | 2024                                                                                           | – |

### Переможці за країнами
| Країна          | Переможець | Друге місце |
| --------------- | ---------- | ----------- |
| Швейцарія       | 22         | 32          |
| Чехословаччина1 | 19         | 11          |
| Канада2         | 16         | 11          |
| СРСР3           | 13         | 5           |
| Німеччина4      | 6          | 11          |
| Італія5         | 5          | 1           |
| Росія6          | 4          | 5           |
| Велика Британія | 4          | 2           |
| Франція7        | 3          | 1           |
| Швеція          | 2          | 8           |
| Фінляндія       | 1          | 1           |
| Білорусь        | 1          | 0           |
| США             | 1          | 0           |
| Чехія           | 0          | 4           |
| Австрія         | 0          | 1           |
| Бельгія         | 0          | 1           |
| Латвія          | 0          | 1           |
| Польща          | 0          | 1           |

Примітки
1 Враховано здобутки Першої Чехословацької Республіки, Третьої Чехословацької Республіки, ЧСР, ЧСФР, а також національної збірної Чехословаччини.
2 Враховано друге місце клубу Аси Кінгстона.
3 Враховані здобутки сучасних клубів Росії та України, а також збірної СРСР.
4 Враховано здобутки клубів Веймарської республіки, Третього Рейху, ОСН, ФРН, а також сучасної Німеччини.
5 Враховано здобутки Королівства Італія і сучасної Італії.
6 Врахована перемога ЦСКА в зв'язку з розпадом СРСР у 1991.
7 Враховано здобутки клубів Франції Третьої республіки та сучасної П'ятої республіки.